# 京都旭丘中学事件

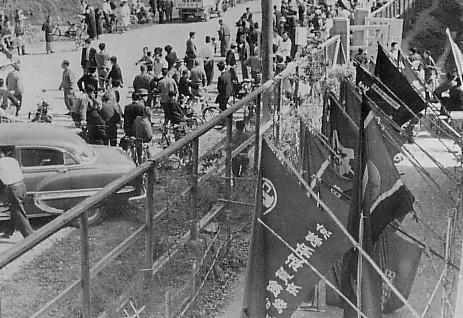
京都旭丘中学事件

京都旭丘中学事件（きょうとあさひがおかちゅうがくじけん）は、1953年4月29日から1954年6月1日にかけて発生した京都市立旭丘中学校の教育方針を巡る保守派と進歩派の教員・父母による対立事件である。

## 概要
事件当時、旭丘中の教職員の間では日教組組織率が高く、2割近くを占めていた（当時の全国平均の組織率は約2%だった）。旭丘中で行われる教育はいわゆる平和教育（反対派からは偏向教育と呼称される、左派系の教育方針）を熱心に行っており、「アカ」という風評があった。校内で革命歌や赤旗を強要し、全関西平和まつりに生徒を引率するなどの行動があった。旭丘中の校区には西陣織関連産業に従事する労働者階級の家庭が多く含まれており、労働者階級の肩を持つ方向性の教育方針を受け入れる家庭の割合が通常の校区と比べて多くなりやすいという特徴があった。
1953年、京都市教育委員会は翌年の京都市長選挙をにらみ、旭丘中の教員活動の中軸とみられていた寺島洋之助の転任勧告を出すが、旭丘中教職員の反対によって、橋本栄治郎校長は転任を拒否する。組合系教職員はこの勝利をきっかけに自主管理学校の方針を推し進め、教員選挙によって組合系のベテランである北小路昴（北小路敏の父）を教頭に選出する。
1953年11月24日、高山義三京都市長の後援会婦人部の会合で参加者の間から、「子供を旭丘中へ入学させたくないので、学区制を外してほしい」という要望が相次いだ。高山市長も京都教職員組合（京教組）の動きには批判的であり、保護者が声をあげると対処しやすくなることから「資料を集めて出してほしい」と要望。12月5日、旭丘中の生徒保護者有志が橋本校長に面談し、以下の3点について申し入れを行った。
1. 生徒の行儀に遺憾な点はないか
2. 教育の充実ということに関して遺憾な点がないか
3. 片寄った思想・政治教育が行われているのではないか

この頃から、メディアでもこの問題が取り上げられるようになる。8日付朝日新聞は校長や寺島への取材をもとにして「政治的色彩はない」と論じたが13日付読売新聞では旭丘中学の教育について非難の記事を掲載している。14日、保護者有志の名義で抗議の折り込みビラが各紙朝刊に挿入された（5日に申し入れを行った有志は、無関係であるとコメントした）。同14日、橋本校長は申し入れに対して「憲法や教育基本法に基づいて教育を行っており、なんら問題はない」と回答。業を煮やした保護者有志は京都市教育委員会に陳情を行った。
1954年2月5日、京都市長選で高山が革新系の候補に大差で再選される。教育委員会はこの結果を受けて、京教組の機先を制して11日に勧告を行う。内容は、教材に政党機関紙を用いるのは教育基本法に反する、など厳しい内容を含んでいた。3月10日、衆議院文教委員会から委員が教育委員会に調査に訪れ、左派社会党委員は「あまりにも誇張されている」としたが、自由党及び改進党の委員は「想像以上の偏向教育」と指摘した。24日、教育委員会は組合教員のリーダー格である北小路、寺島、山本正行の異動を内示する。橋本校長は自身の辞表と引き換えに3教員の異動の内申を提出しており、24日付で辞表を提出する（辞表は受理されず、洛北中学校長へ転出する）。この異動自体は、形式上は定期の異動であったが、発表後から組合系教育を支持する保護者や生徒が撤回を訴えて市役所を訪問。人数は日ごとに多くなり、31日には生徒だけで250名が市役所に押し掛けた。
異動は4月1日付で発表されたが、3教員は転任を拒否し、旭丘中に出勤する。4月7日に後任の北畑紀一郎校長（上桂中学校から転任）が着任すると、教職員から「三先生を守る」ことを確約するよう求められ、押し切られた北畑校長は「三先生を守るために共にたたかう」ことを誓約した。5月5日、臨時の京都市教育委員会において3教員の取り扱いについて議論が行われ、5人の委員の内京教組の推薦で当選した2人が処分に反対して大モメになったが、最終的に2人が「処分決定を前提とする委員会なら退席する」とコメントして退室。残りの3人で決を採り、「職務上の命令に服しない」ことにより、3教員の懲戒免職処分を決定する。
北畑校長はこの1カ月の間、3教員に対し転任を勧告する側に回り、「事態が紛糾すれば委員会と相談して警察権の導入も考える」と強権発動を留保する発言をしたことから、上記の免職処分とあわせて、糾弾の対象となる。6日昼から7日未明まで、保護者代表、教員、生徒会代表70名あまりとの団交が行われ、警察権の発言の撤回と3教員の授業続行の許可を要求した。またこの団交の最中、着任後の懇談会（4月22日に行われた）の二次会に北畑校長が若手教員十数人をサロンに連れてゆき、金品を渡して京教組サイドから離反するよう働きかけていたことが暴露された。団交が終了して北畑校長が一旦帰宅した後、生徒大会が開かれて校長辞職決議が議決された。午後3時ごろに北畑校長が登校すると教職員、生徒、保護者ら約100人に取り囲まれ、生徒たちに罵声を浴びせられながらその場で辞表を書かされた。同時に参集者の意見、了解を得たながら辞職理由書を書いた。内容は以下。
この辞職願は上司不在のためとりあえず預かりとなり、北畑校長は学校管理を京教組旭丘班長の浅野道雄教諭に委ねてその場を離れた。しかし教育委員会は、強要されたものであるとして辞表の受理を拒否。週末（8日土曜日、9日日曜日）を挟み10日から休校、教員の自宅研修命令を北畑校長名で通達される。しかし教職員は休校命令を無視して自主管理授業を強行。10日には在校生の約7割が登校し、応援のため京教組や総評傘下の労働組合の名前入りの赤旗が校庭に林立した。教育委員会側は対抗措置として11日から京都勧業館で補習授業を開始。生徒を勧業館まで輸送するためバスを30台近くチャーターしたが、バス乗り場では補習授業を阻止する京教組側の関係者が乗り込み、生徒の奪い合い、相手陣営への怒号が起こる。保護者、市の広報車と組合の宣伝カー、報道の取材陣、野次馬など約2000人が集まり連日大混乱が続いた。出席の生徒数は補習授業組と自主管理組との比率が2対1で推移して平行線をたどる中、京都府教育委員会が斡旋に乗り出し、10日目の20日（この間の16日は日曜日で休み）限りで休校とすることで合意する。
一方で、当時左右に分裂していた社会党は京教組が共産党の支配下にあったことへの反感から、旭丘中闘争から距離を置く方針を固める。13日に以下の声明を発し、府連に対してこの方針で動くように指令した。
同日付で日教組本部もこれに呼応し、生徒を闘争から切り離すべきこと、不当人事については人事委員会への提訴など合法的手段で闘うべきことを見解発表した。この時点で、旭丘中の自主管理組を応援する勢力は日本共産党と京教組のみとなっていた。さらに同日の内に文部省から京都市教育委員会に対して事態の解消を求める次官通達が出される。これにより斡旋に動いていた府教育委員会も強気になり、さらに国政で懸案であった教育二法が29日に成立したことも後押しした。6月1日に合意案が成立し、懲戒対象の3教員を除いた全教員を処分を行わずに異動させ、同日に新校長・新教員のもとで開校式が行われ、事件に終止符が打たれた。
3教員は処分執行停止の申請、次いで京都市人事委員会に「転補と懲戒免職処分取消請求」の訴えを行ったがいずれも退けられる。その後の法廷闘争では最高裁の差し戻し、やり直し裁判など紆余曲折を経て、1974年12月10日、最高裁で懲戒免職を認める判決が出された。